# D. J. Uiagalelei
David John „D. J.“ Uiagalelei ([uːiːˌɑːŋɡələˈleɪ]; geboren am 17. April 2001 in Inland Empire, Kalifornien) ist ein US-amerikanischer American-Football-Spieler der Los Angeles Chargers auf der Position des Quarterbacks. Er spielte College Football für die Florida State Seminoles in der NCAA Division I Football Bowl Subdivision (FBS). Zuvor spielte Uiagalelei drei Jahre lang bei den Clemson Tigers und ein Jahr bei den Oregon State Beavers.

## Karriere
Uiagalelei wurde 2001 geboren und hat sechs jüngere Geschwister. Er besuchte die St. John Bosco High School in Bellflower, Kalifornien, wo er Football und auch Baseball spielte. Bereits nach seinem zweiten Highschool-Jahr zeigten große College-Football-Programme Interesse an Uiagalelei. In der Saison 2018 wurde er von USA Today als National Offensive Player of the Year ausgezeichnet. In seiner Highschoolkarriere erzielte Uiagalelei bei einer Passquote von rund 67 % insgesamt 10.496 Yards Raumgewinn und 127 Touchdowns im Passspiel, dabei unterliefen ihm 11 Interceptions. Zudem erlief er 1103 Yards und 18 Touchdowns. Uiagalelei gewann an der Highschool die kalifornischen Staatsmeisterschaften und nahm am U.S. Army All-American Bowl teil. Er galt als einer der besten Quarterbacks seines Highschooljahrgangs.
Ab 2020 ging er auf die Clemson University, um College Football für die Clemson Tigers zu spielen. Uiagalelei kam als Freshman nach einigen Kurzeinsätzen in zwei Spielen als Starter zum Einsatz, da Clemsons etatmäßiger Quarterback Trevor Lawrence wegen eines positiven Tests auf COVID-19 ausfiel. Gegen die Boston College Eagles brachte er 30 von 41 Pässen für 342 Yards und zwei Touchdowns an, zudem kam er bei sechs Läufen auf 25 Yards und einen weiteren Touchdown. Die Clemson Tigers gewannen das Spiel nach zwischenzeitlichem 18-Punkte-Rückstand mit 34:28. Am folgenden Spieltag verloren die Tigers zwar nach zweifacher Overtime mit 40:47 gegen die Notre Dame Fighting Irish, dennoch konnte Uiagalelei mit 29 Pässen für 439 Yards und zwei Touchdowns bei 44 Passversuchen und einem Rushing-Touchdown überzeugen. Er wurde nach beiden Spielen als Starter als Rookie of the Week in der American Athletic Conference (ACC) ausgezeichnet.
Nach dem Abgang von Lawrence in die NFL ging Uiagalelei als Starting Quarterback der Clemson Tigers in die Saison 2021. Als einer der Favoriten auf die Heisman Trophy in die Saison gestartet, konnte er die in ihn gesetzten Erwartungen nicht erfüllen und warf in 13 Spielen nur neun Touchdownpässe bei zehn Interceptions. Bei einer Passquote von 55,6 Prozent erzielte er 2246 Yards Raumgewinn. Nach einem Pick Six gegen die Pittsburgh Panthers wurde Uiagalelei zwischenzeitlich auf die Bank gesetzt und durch Taisun Phommachanh ersetzt.
Die Saison 2022 verlief zunächst deutlich besser für Uiagelelei, nach sieben Spielen verzeichnete er 17 Touchdownpässe bei nur zwei Interceptions. Im achten Spiel gegen die Syracuse Orange wurde er allerdings nach zwei Interceptions und einem Fumble zugunsten von Freshman Cade Klubnik auf die Bank gesetzt. Dennoch blieb Uiagelelei auch in den folgenden Spielen zunächst Starting-Quarterback seines Teams. Im ACC Championship Game gegen die North Carolina Tar Heels wurde Uiagalelei nach zwei erfolglosen Angriffsserien erneut ausgewechselt und durch Klubnik ersetzt, unter dessen Führung Clemson die Partie gewann. Klubnik wurde als MVP des Spiels ausgezeichnet und Uiagalelei verlor seine Position als Starter endgültig, da er bereits im vorangegangenen Spiel gegen die South Carolina Gamecocks keine guten Leistungen gezeigt hatte. Nachdem er seinen Abschluss an der Clemson University im Dezember 2022 geschafft hatte, entschloss Uiagelelei sich zu einem Wechsel auf die Oregon State University, um ab 2023 für die Oregon State Beavers zu spielen.
Nach einer erfolgreicheren Saison bei den Oregon State Beavers mit 2638 Yards Raumgewinn, 21 Touchdowns bei 7 Interceptions und seinem bis dahin besten Passer Rating von 145,0 wechselte Uiagalelei 2024 zu den Florida State Seminoles der Florida State University. Dort sollte er die Nachfolge von Jordan Travis als Starting-Quarterback antreten. Für die Seminoles bestritt Uiagalelei die ersten fünf Saisonspiele, bevor eine Handverletzung seine Saison vorzeitig beendete. In diesen fünf Spielen vermochte er nicht zu überzeugen; vier Touchdowns standen sechs Interceptions gegenüber, seine Completion Rate betrug nur 53,8 %.
Beim NFL Draft 2025 wurde D. J. Uiagalelei zunächst nicht ausgewählt. Allerdings verpflichteten ihn die Los Angeles Chargers Ende April als vierten Quarterback hinter Justin Herbert, Taylor Heinicke und Trey Lance. Sein Vertrag beinhaltete den ungewöhnlichen Signing Bonus von 3000 US-Dollar.

## Statistiken
| Saison | Team         | Spiele | Passing  | Passing | Passing | Passing | Passing | Passing |
| Saison | Team         | Spiele | Comp-Att | Comp%   | Yards   | TD      | INT     | QB Rtg  |
| ------ | ------------ | ------ | -------- | ------- | ------- | ------- | ------- | ------- |
| 2020   | Clemson      | 9      | 78–117   | 66,5    | 914     | 5       | 0       | 146,4   |
| 2021   | Clemson      | 13     | 208–374  | 55,6    | 2246    | 9       | 10      | 108,7   |
| 2022   | Clemson      | 13     | 229–370  | 61,9    | 2521    | 22      | 7       | 135,0   |
| 2023   | Oregon State | 12     | 180–315  | 57,1    | 2638    | 21      | 7       | 145,0   |
| Gesamt | Gesamt       | 47     | 695–1176 | 59,1    | 8319    | 57      | 24      | 130,4   |

Quelle: sports-reference.com